# 吕布雷圣吕克 (上比利牛斯省)
吕布雷圣吕克（法語：Lubret-Saint-Luc）是法国上比利牛斯省的一个市镇，属于塔布区（Tarbes）拜斯河畔特里耶县（Trie-sur-Baïse）。该市镇总面积5.61平方公里，2009年时的人口为71人。

## 人口
吕布雷圣吕克人口变化图示